# Поречье Поповых
Поречье Поповых ― усадьба в посёлке Поречье в пяти километрах от Звенигорода, Московская область. Сохранились главный дом с боковыми крыльями, ледник, постройка хозяйственного назначения и части липового парка. Имение было основано в 1870-х годах промышленником Константином Поповым, после чего до революции 1917 года принадлежало его сыну  Николаю. В 1940 году в главном доме произошёл пожар. Около 2000 года были утрачены усадебные дом управляющего и охотничий домик.

## Описание
Усадьба Поречье расположена в посёлке Поречье в пяти километрах от Звенигорода, Московская область. На территории имения сохранились двухэтажный главный дом с двумя боковыми крыльями, у которых имеются частично надстроенные вторые этажи, выполненные из дерева, деревянный ледник, хозяйственная постройка и остатки пейзажного парка, засаженного липами, на берегу Москвы-реки.

## История
Усадьба Поречье была основана в 1870-х годах чаепромышленником Константином Поповым. До революции 1917 года имение принадлежало его сыну инженеру Николаю Попову. В 1940 году в главном доме бывшей усадьбы произошёл пожар, и здание было перестроено. Около 2000 года были снесены деревянные дом управляющего (два этажа) и охотничий домик, вместо них были построены другие сооружения. В 2002 году усадьба была признана объектом культурного наследия России регионального значения.